# Very Low Density Lipoprotein
Very low density lipoprotein (VLDL) ist ein Bestandteil des Blutplasmas und dient dem Transport von Triglyceriden, Cholesterin und Phospholipiden von der Leber zu den Geweben. Auf seinem Weg wandelt es sich durch die allmähliche Abgabe der Triglyceride von VLDL in LDL um.
VLDLs sind Lipoproteine sehr geringer Dichte, deren Synthese in der Leber erfolgt. Ihr Lipidanteil liegt bei 85–90 %, ihr Proteinanteil dementsprechend bei 10–15 %. Die Apolipoproteine ApoB 100 und ApoE stabilisieren das VLDL. Nach Eintritt in die Blutbahn kommt es zu Wechselwirkungen mit HDL, welche die Apolipoproteine ApoE und ApoC-II an die VLDLs abgeben. Letzteres vermittelt die Abspaltung freier Fettsäuren von Triacylglyceriden mittels Lipoproteinlipase, welche im Kapillarendothel wirksam wird. Nach der Abgabe von Triacylglyceriden entsteht aus den abgebenden VLDLs Lipoproteine, Intermediate Density Lipoprotein (IDL), deren Dichte aufgrund des geringeren Fettanteils höher ist.
VLDLR ist die Abkürzung für den „very low density lipoproteinreceptor“, einen Rezeptor, an dem das VLDL andockt.